# Velika nagrada Buenos Airesa 1936
Velika nagrada Buenos Airesa 1936 je bila dvaindvajseta in zadnja neprvenstvena dirka za Veliko nagrado v sezoni 1936. Odvijala se je 18. oktobra 1936 na argentinskem dirkališču Costanera Norte, Buenos Aires.

## Poročilo
Dirka je potekala v treh polfinalih, enajst najhitrejših dirkačev pa se je uvrstilo v finale. Nastopali so dirkači iz južnoameriških držav. V prvem polfinalu je zmagal Enrique Moyano, v drugem Manoel de Teffé, v tretjem pa Carlos Zatuszek. Na glavni dirki je že kmalu po štartu povedel Carlos Arzani in vodstvo zadržal vse do cilja, drugi je bil Zatuszek z najhitrejšim krogom, tretji pa Luis Brosutti, trojna zmaga za argentinske dirkače. 

## Rezultati

### Dirka
| Poz | Dirkač          | Moštvo    | Dirkalnik         | Krogi | Čas/Odstop |
| --- | --------------- | --------- | ----------------- | ----- | ---------- |
| 1   | Carlos Arzani   | Privatnik | Alfa Romeo Monza  | 30    | 42:38,4    |
| 2   | Carlos Zatuszek | Privatnik | Mercedes-Benz SSK | 30    | + 27,0 s   |
| 3   | Luis Brosutti   | Privatnik | Mercedes-Benz     | 30    | + 1:05     |
| 4   | Manoel de Teffé | Privatnik | Alfa Romeo        | 30    | + 1:23     |
| 5   | Enrique Moyano  | Privatnik | Ford              | 29    | +1 krog    |
| 6   | Angel Garabatto | Privatnik | Chrysler          | 28    | +2 kroga   |
| 7   | Taddia          | Privatnik | Chevrolet         | 27    | +3 krogi   |
| 8   | Ochoteco        | Privatnik | Ford V8           | 26    | +4 krogi   |
| Ods | A. McCarthy     | Privatnik | De Soto 6         |       |            |
| Ods | A. Rossi        | Privatnik | Ford V8           |       |            |
| Ods | D. Lopes        | Privatnik | Hudson            |       |            |